# Ајон ле Вје
Ајон ле Вје (фр. Aillon-le-Vieux) насеље је и општина у источној Француској у региону Рона-Алпи, у департману Савоја која припада префектури Шамбери.
По подацима из 2011. године у општини је живело 177 становника, а густина насељености је износила 8,18 становника/km². Општина се простире на површини од 21,63 km². Налази се на средњој надморској висини од 900 метара (максималној 2.040 m, а минималној 673 m).

## Демографија
| 1962. | 1968. | 1975. | 1982. | 1990. | 1999. | 2011. |
| ----- | ----- | ----- | ----- | ----- | ----- | ----- |
| 131   | 169   | 169   | 155   | 156   | 169   | 177   |

График промене броја становника у току последњих година